# 帮会
帮会，是一群人為某種利益或目的結合成的組織或團體。有些幫會具备严格的入会仪式和帮规，违反帮规会受到一定程度的惩罚。比较著名的帮会有袍哥会、青帮和洪门等。
古时的帮会一般不通过朝廷批准，皆是私下成立以組織行動。中國史料上最早的民間結社組織是由墨子領導。最早出現的幫會則是「商幫」，走南闯北的江湖人聚集在一起，彼此之間互相幫助，形成最早的「幫」。 商幫有源於其業務形式（如絲幫、茶幫、鹽幫等）、源於其地緣形式（如福建幫、廣東幫等）或源於其交通形式（如船幫、馬幫、駝幫等）。在各地的商幫中，舉足輕重的有包括晉幫、徽幫、潮幫等在內的十大商幫。
明末清初，一些失業手工業者、破產農民或反清人士為了政治或生活上的需要，混迹各種幫會，因為這些幫會的封閉性質容易被利用，再加上吸納的成員良莠不齊，一些幫會最終墮落成為黑社會幫派。今日黑幫行話中，就可以找到江湖、碼頭等源自幫會的術語。 由於幫會不一定從事非法活動，故不宜與黑社会直接畫上等號。